# Jacques Moortgat
Jacobus (Jacques) Joannes Moortgat (Geel, 15 mei 1810 - aldaar, 16 maart 1883) was een Belgisch rentenier, bestuurder en politicus voor de LP en vervolgens de Katholieke Partij.

## Levensloop
Hij is een telg uit de familie Moortgat. Zijn grootvader had een grote hoeveelheid gronden verworven in de omgeving van Geel. Moortgat liep school aan de Latijnse school van Geel, alsook aan het seminarie te Mechelen. Hij huwde met de dochter van een bemiddelde Geelse familie met wie hij 10 kinderen kreeg. Slechts twee van hen overleden echter niet op jonge leeftijd. Moortgat was rentenier, daarnaast was hij vanuit Brussel aangesteld als toezichter-beheerder van de te Geel geplaatste "krankzinnigen".
Daarnaast was hij politiek actief. In de begindagen van België bevond Moortgat zich in de liberale - maar tevens orangistische - groep rond Jean François de Billemont. In het andere kamp bevonden zich de conservatieve unionisten die zich gegroepeerd hadden rond Charles Le Bon. Toen de Billemont bij de gemeenteraadsverkiezingen van 1842 als overwinnaar uit de bus was gekomen (en ook Moortgat een eerste maal verkozen werd tot gemeenteraadslid te Geel), werd evenwel niet de Billemont maar Le Bon (die niet verkozen was) door de regering-De Mûelenaere-Nothomb (onder impuls van koning Leopold I) tot burgemeester benoemd. Hierdoor kwam het tot rellen waarbij Le Bon vermoord werd door de geesteszieke Charles Xhenceval. Daar zowel Moortgat (sinds 1842) als Le Bon betrokken waren op de geesteszieken in de stad, betekende dit incident (tijdelijk althans) het einde van hun politieke ambities (hoewel hun betrokkenheid bij de moord nooit is aangetoond). In maart 1846 trad Moortgat evenwel nog toe tot het schepencollege, een functie die hij uitoefende tot 1 maart 1848. Ook zetelde hij van 18 juli 1848 tot 27 mei 1850 in de Antwerpse provincieraad.
In 1852 werd Moorgat door de regering-De Brouckère evenwel opnieuw opgevist en benoemd in de Hogere Commissie van het nieuw opgerichte krankzinnigengesticht te Geel. Bij de lokale stembusgang van 1857 stelde hij zich opnieuw verkiesbaar en werd als enige liberaal verkozen. Doordat hij echter een beter resultaat in de ballotage had behaald dan zijn opponent (en zittend burgemeester) Jan-Baptist Boeckmans, werd hij door de regering-Rogier II op 11 januari 1858 aangesteld als nieuwe burgemeester. Een mandaat dat hij zou uitoefenen tot 20 augustus 1872. Doorheen zijn ambtsperiode kwam hij evenwel in conflict met de liberale gedachtegang. Zo weigerde hij in 1861 steun aan de oprichting van een staatsschool en zegde hij zijn lidmaatschap van de liberale harmonie op. De breuk werd finaal toen hij vanuit liberale hoek in 1866 tegenstand ondervond bij de hernieuwing van zijn burgemeesterschap en de liberale harmonie vervolgens bij zijn inhuldiging als burgemeester weigerde op te treden. Onder impuls van Alfons Schooffs won de liberale oppositie de gemeenteraadsverkiezingen van 1872. Moortgat zelf werd niet herverkozen. Als burgemeester werd hij opgevolgd door de liberaal Egidius Verbruggen.
Wanneer zijn dochter in 1873 echter huwde met Schooffs en Verbruggen een jaar later onverwacht stierf, keerde Moortgat een derde maal terug in de Geelse gemeentepolitiek. Met de steun van Schooffs weet Moortgat (vanop de katholieke kieslijst) de lokale stembusgang van 1875 te winnen en op 18 november 1875 werd hij voor een tweede maal aangesteld tot burgemeester, een mandaat dat hij zou uitoefende tot aan zijn dood. Hij werd in deze hoedanigheid opgevolgd door Joannes Janssens.
Zijn kleindochter huwde met Joseph Verachtert, die eveneens politiek actief werd.